# 詩集傳
《詩集傳》是朱熹研究《詩經》的作品，共20卷。

## 内容
《诗集传》是朱熹根據《詩集解》删改三次而成的，约完成於淳熙十三年（1186年）。《詩集傳》的特點是棄〈詩序〉不用，开创训诂学新局面，例如《陈风·月出》：“月出皎兮，佼人僚兮。”《詩集傳》解釋為：“皎，月光也。佼人，美人也。僚，好貌。”。又如：《鲁颂·泮水》：“薄采其茆”，《詩集傳》解釋為：“茆，凫葵也，叶大如手，赤圆而滑，江南人谓之莼菜者也。”。
朱熹還解釋了賦、比、興的用法，“赋者，敷陈其事而直言之者也”,“比者，以彼物比此物也”,“兴者，先言他物以引起所咏之词也”，《詩集傳》中每章下都會标明“赋也”、“比也”、“兴也”、“赋而比也”、“比而兴也”、“赋而兴又比”，如有不清楚的地方，再用末注加以申述，如《周南》末段申述：“按此篇首五诗，皆言后妃之德。……今言诗者，或乃专美后妃，而不本于文王，其亦误矣。”。書中朱熹對於不知道的一些词语，都注“未详”二字。但《诗集传》沿用《诗序》之處仍不少，又常以理學家的“存天理，滅人欲”之说解释〈诗〉，不免扭曲。《詩經》有大量作品被朱熹斥为“淫诗”，如：《桑中》，“此诗乃淫奔者所自作”；《采葛》，“此淫奔之诗”；《丘中有麻》，“此亦淫奔者之词”。
《詩集傳》在苏辙《诗集传》和范处义《诗补传》基礎上，還吸收王肅、欧阳修、张载等人成果，继承郑樵的《诗传辨说》“疑序”的精神，有所发展并加以完善，“代表了集传体《诗经》研究的最高水平”，打破汉宋界限，变革创新，又兼各家之說，最初成書刊刻時為二十卷，末附《詩序辨說》，但後來《詩序辨說》失佚。明朝永乐中，《詩集傳》成爲朝廷取士的標準。王应麟《诗考序》云：“朱文公《集传》闳意眇指，卓然千载之上。”
清朝力主復古，恢復毛、鄭之學，閻若璩作《毛朱詩說》，毛奇齡作《白鷺洲主客說詩》，陳啓源作《毛詩稽古編》，用意在否定朱熹之《詩集傳》。
束景南認為朱熹先有《诗集解》再有《詩集傳》，這期間經歷了長達四十余年，有三次重大修改，淳熙五年废《诗序》，博采众家之说，不再专以毛郑之说为主，而作《诗集传》，并辨《郑风》、《卫风》为淫诗；《诗集解》今已失傳，束景南又据吕祖谦的《吕氏家塾读诗记》辑出了朱熹《诗集解》佚文。